# 卡拉伊·克里斯多夫

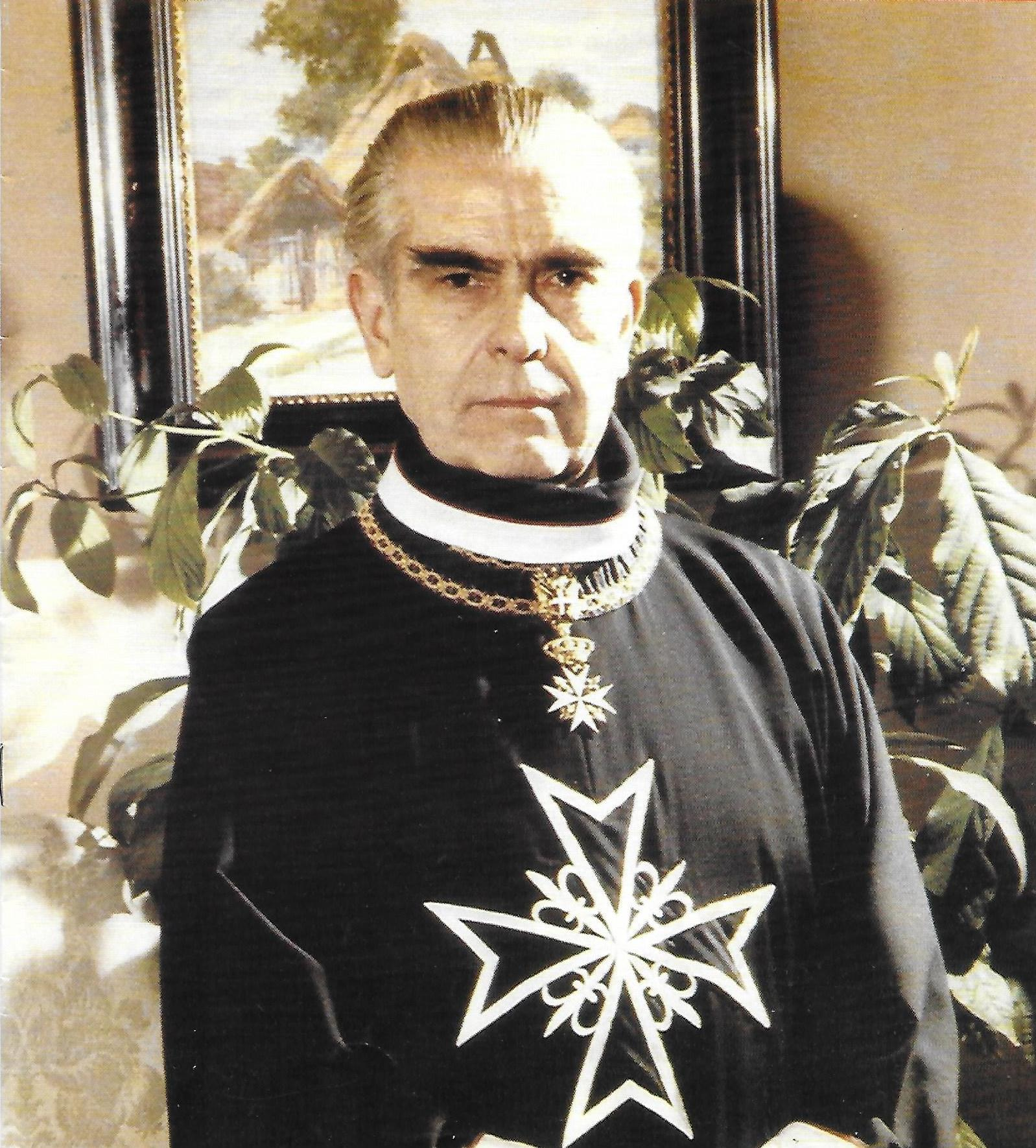
卡拉伊·克里斯多夫

卡拉伊·克里斯多夫（匈牙利語：Kállay Kristóf，1916年12月7日—2006年4月26日）是匈牙利总理卡拉伊·米克洛什的長子，作為一名外交官，他曾陪父親出席多場重大會議，1952 年，他加入了歐洲動物育種協會。他在這裡待到1967年，隨後被調往聯合國糧食及農業組織（FAO）擔任要職。 1978年他從那裡退休。其間，1965年至1967年擔任世界動物育種協會（WAAP）秘書長，1958年至1967年擔任歐洲多瑙河委員會秘書長。他也是匈牙利马耳他骑士联盟的主席和推动者，主权馬爾他騎士團驻梵蒂冈大使，尼雷迪海沙的约萨·安德拉什博物馆卡拉伊收藏的创始人，其家乡的名誉市民。